# 爱达荷州参议院
爱达荷州参议院（英語：Idaho State Senate）是美国爱达荷议会的上議院，共有35名议员，每届任期2年。參議院議長由副州長兼任，議長不在時則由臨時議長主持議事。